# Biutiai-Iúrdia
Biutiai-Iúrdia (en rus: Бютяй-Юрдя) és un poble de la república de Sakhà, a Rússia, que el 2018 tenia 577 habitants, pertany al districte de Namtsi.